# Jörn Schulze
Jörn Schulze (* 1960 in Braunschweig) ist ein deutscher Trompeter und Hochschullehrer.

## Leben
Jörn Schulze gewann in seiner Jugend zahlreiche Preise in dem Musikwettbewerb Jugend musiziert. Nach seinem Schulabschluss ging er nach Hannover und studierte dort das Fach Trompete an der Hochschule für Musik und Theater bei Siegfried Göthel.
Schulze wurde 1986 als Mitglied in die NDR Radiophilharmonie aufgenommen, gab daneben jedoch auch Solokonzerte in Österreich, Frankreich, Portugal und Japan. Zudem wirkte er im Zeitraum von 1986 bis 1992 bei den Bayreuther Festspielen mit.
Zudem vertrat Schulze seinen ehemaligen Hochschullehrer Siegfried Göthel für einige Jahre als Dozent an der Hochschule für Musik, Theater und Medien Hannover (HMTMH).
Jörn Schulze besucht – gemeinsam mit seiner Musikerkollegin und Hornistin Stefanie Kopetschke – regelmäßig Schulklassen und Kindergärten, um dort die Trompete als Musikinstrument vorzustellen und seine eigene Begeisterung für die Musik an die Kinder weiterzugeben.